# 李绍唐 (篮球运动员)
李绍唐（1914年6月30日—？），中国男子篮球运动员，曾随中华民国国家队参加1936年夏季奥林匹克运动会男子篮球比赛，最终队伍在第二轮被淘汰。